# Jacques Perot
Pour les articles homonymes, voir Perot.
 (août 2016).
 (août 2016).
Jacques Perot, né le 11 avril 1945 à Paris, est un conservateur et historien français. Il est engagé dans la défense du patrimoine sous ses diverses formes (archives, musées, patrimoine immatériel).

## Biographie
Il est le petit-fils d'Alfred Perot, polytechnicien, physicien, et l'arrière petit-fils de Gaspard Perot, polytechnicien, officier du génie, puis intendant général.
Après des études à l'école aujourd'hui lycée Saint-Louis-de-Gonzague à Paris, à  The John Fisher School (en) à Purley (GB) et au lycée Henri-IV, il entre à l'École nationale des chartes en 1966 et en sort avec le diplôme d'archiviste paléographe en 1970.
À l'issue de son service militaire dans la branche Interprétariat-Transmissions (INTRA) de la Marine nationale (il est capitaine de corvette honoraire) il entame une carrière qui le mènera des archives aux musées.

### Carrière
Cette section ne s'appuie pas, ou pas assez, sur des sources secondaires ou tertiaires indépendantes du sujet.

Pour l'améliorer, ajoutez-en, ou placez des modèles {{Source secondaire souhaitée}} ou {{Source secondaire nécessaire}} sur les passages mal sourcés. (novembre 2022)
Directeur des services d'archives de la Vendée (1972-1976) pour lesquelles il réalise la construction d'un important agrandissement, il est secrétaire général du Comité des affaires culturelles de la Vendée et devient, en 1974, conservateur du Musée national des Deux Victoires Clemenceau-de Lattre à Mouilleron-en-Pareds où il réalise la restauration et la muséographie de la maison natale du maréchal Jean de Lattre de Tassigny, poste qu'il conservera jusqu'en 2005, année où il fait acquérir par l'État la maison natale de Georges Clemenceau. Il fut fondateur, avec la maréchale de Lattre, dont il fut l'exécuteur testamentaire, et le soutien de Philippe de Villiers, président du conseil général de la Vendée, de l’Institut vendéen Clemenceau-de Lattre dont il est secrétaire général (1990), président-délégué (2005) et président (2015).
Conservateur d'archives au ministère des Affaires étrangères (1976-1980), il est nommé secrétaire de la Commission des archives diplomatiques (1978-1980).
En 1980, sur la proposition d'Hubert Landais, il devient conservateur du musée national du château de Pau où il développe une politique active d'enrichissement des collections autour de l'histoire et de la légende d'Henri IV et se préoccupe de l'ouverture du musée national vers la ville et la région. Il est à l'origine de la création, avec le professeur Pierre Tucoo-Chala, de l'association Henri IV 1989 qu'il préside (1986-1993). En 1993, cette association s'est transformée en Société Henri IV dont Jean-Pierre Babelon prend la présidence. Il en est vice-président (1993). Président (2009)  il en est nommé président d'honneur (2015).
Adjoint au directeur de l'École du Louvre, auprès de Dominique Ponnau (1988), il suit le développement de l'École du patrimoine (aujourd'hui Institut national du patrimoine (France)) créée au sein du même établissement public et s'occupe de la formation professionnelle des conservateurs du patrimoine.
Chargé de mission auprès du directeur de l'administration générale du Ministère de la Défense (France) (1991), il est le premier civil nommé directeur du musée de l'Armée (1992-1998) où il effectuera deux mandats de trois ans. Il entreprend de donner au musée les moyens de son développement et de son ouverture vers la société civile créant l'auditorium Austerlitz ainsi qu'une salle d'expositions temporaires et une librairie et développe une politique culturelle et musicale active, éléments d'une remise à niveau de l'ensemble des services du musée et de son ouverture vers l'extérieur. Il lance le programme ATHENA de rénovation générale de la muséographie et met en chantier le musée du Général de Gaulle voulu par Jacques Chirac et inauguré en 2000.
En mai 1998, il est nommé directeur des musée national et domaine national du château de Compiègne ainsi que du musée national de la coopération franco-américaine au château de Blérancourt. Il y organise plusieurs expositions historiques et artistiques et met en place une animation musicale. En 2005, il décide de demander à bénéficier de ses droits à la pension de retraite. Il est conservateur général (h) du patrimoine.
Depuis 2005, il est président de l'Association française pour la protection des archives privées (AFPAP) et, depuis 2009, membre du Conseil supérieur des archives au sein duquel il préside la commission des archives privées.
Vice-président de la Fédération des confréries limousines (2008), il en est président (2011-2014) puis président d'honneur. En 2009 il lance le dossier de candidature des ostensions limousines à l'inscription sur la liste représentative du Patrimoine culturel immatériel de l'UNESCO déposé en 2012. Dans ce cadre est créée l'association Ostensions septennales limousines patrimoine culturel immatériel de l'UNESCO (Ostensions PCI) dont il est le premier président (mars 2015) et dont le siège est à la mairie de Saint-Junien. Depuis 2014 il est vice-président de France patrimoine culturel immatériel. (association des éléments français inscrits sur les listes du patrimoine culturel immatériel de l'UNESCO).
En 2012 il est nommé membre du Haut comité des commémorations nationales (mandat prolongé en 2013,. Il en démissionne, avec neuf autres membres sur douze, par une lettre collective publiée dans Le Monde en mars 2018. Ils protestent ainsi contre la décision de la ministre de la culture, Françoise Nyssen, de retirer le nom de Charles Maurras du Livre des commémorations nationales 2018, alors que ce choix avait été préalablement validé,,.
Il est président du Comité d'orientation du château de Valençay et président du Comité scientifique du Musée d'art Gustave Fayet à Fontfroide.
Depuis 2012, il est vice-président et président d'honneur de l'Association Claude Guyot à Arnay-le-Duc en Côte-d'Or.
En 2015, il est élu président de l'Institut vendéen Clemenceau - de Lattre à Mouilleron en Pareds.
Jacques Perot a été secrétaire général (1984) puis président (1986-1992) du comité national français du Conseil international des musées (ICOM), secrétaire (1984) puis vice-président (1987-1993)  du comité pour les arts appliqués de l'ICOM et membre du comité exécutif de l’association internationale des musées d’armes et d’histoire militaire, IAMAM (1992-1998).
Vice-président (1990) puis président du comité consultatif de l’ICOM (1992-1998), il a été élu en 1998 à Melbourne 
président de l’ICOM (le troisième président français depuis la création de l'ICOM en 1946, après Georges Salles et Hubert Landais) et réélu pour trois ans lors de la Conférence générale de Barcelone (2001). Administrateur du Comité international du Bouclier bleu, il a été également Director de la Museum Domain Management Association dans le Delaware, aux États-Unis (2000-2004).
Auprès du président Jean Favier, il a été l'un des vice-présidents de la Commission française pour l’UNESCO (2002-2010), avec René Rémond, Jean Leclant, Jacqueline Baudrier et Jean Audouze.
Il est vice-président de la fondation ICOM présidée par Christine Boël.
Le 6 mai 2019, il est élu correspondant dans la section Histoire et Géographie de l'Académie des sciences morales et politiques en remplacement de Niki Goulandris.

## Distinctions
- Commandeur de la Légion d'honneur (2023)[10], officier en 2005[11], chevalier en 1994[12]
- Commandeur de l'ordre des Arts et des Lettres (2012)
- Commandeur de l'Ordre de Mai d'Argentine (1997)
- Chevalier de l'Ordre de Saint-Grégoire-le-Grand du Vatican (2017)[13]
- Médaille d'or des villes de Pau (1988) et de Compiègne (2005)
- Membre honoraire de la Société des Cincinnati (branche française)

## Œuvre

### Articles et ouvrages d'histoire
- Préface à Charles-Louis Chassin, Études documentaires sur la Révolution française, la préparation des guerres de Vendée, réédition, Joseph Floch, 1973
- « À propos de Charles-Louis Chassin : étude bibliographique », Annuaire de la société d'Emulation de la Vendée, 1973.
- « Des papiers du Plessis-Mornay (Philippe Duplessis-Mornay) aux archives départementales de la Vendée », Bulletin de la société d’Histoire du Protestantisme français, juillet-août-septembre 1976.
- Répertoire numérique des sous-séries 62J à 77J, Archives départementales de la Vendée, 1977.(collaboration)
- « La fin tragique d'un explorateur fontenaisien au Pérou », Annuaire de la société d'Emulation de la Vendée, 1978.
- « Enfin Henri d’Aquitaine », Sud-Ouest-Dimanche, 2 janvier 1982 (critique de l’Henri IV de Jean-Pierre Babelon)
- Les archives du Ministère des relations extérieures depuis les origines. Histoire et guide, 2 vol., Paris, imprimerie nationale, 1985 (collaboration).
- « La Maison du roi de Navarre en 1588 », Bulletin de la société des Amis du château de Pau, no 97, 1985.
- « Deux vendéens chez eux : Georges Clemenceau et Jean de Lattre de Tassigny », 303 La Revue des pays de Loire, X, 3e trimestre 1986.
- « Le destin français d'une famille suédoise : les barons Adelswärd (avec une notice biographique sur Jacques d'Adelswärd-Fersen) », Bulletin du musée Bernadotte no 26, 1986.
- La généalogie d'Henri IV,  Mieux voir, mieux connaître, no 10, Paris, RMN, 1988.
- « Jonah and Co ou une saison à Pau vue par Dornford Yates (en) », Colloque Villes en Gascogne, Presses universitaires de Bordeaux, 1989.
- « Henri IV héros de théâtre au siècle des lumières : le rôle de La Partie de chasse de Henri IV de Charles Collé », La légende d’Henri IV, colloque du 25 novembre 1994, Paris, Palais du Luxembourg, Société Henri IV, 1995.
- Dictionnaire de l’Ancien Régime, sous la direction de Lucien Bély, PUF, 1997 (collaboration)
- Compiègne en dates et en chiffres, Jean-Paul Gisserot, 2005
- « Présentation » et « biographie du baron Dufour », Baron Dufour, Guerre de Russie 1812, Atlantica Séguier, 2007
- « Une Confolentaise chez Pierre Loti, Louise Leulier alias Louis de Reullie », Les Amis du Vieux Confolens, no 103, juin 2009.
- « Henri IV après Henri IV, 1610-2010 », Henri IV le premier roi Bourbon. Actes de la XVIIe session du Centre d'études historiques, 2011
- Un Charentais parmi les premiers membres de la Légion d’honneur : François Pougeard du Limbert (1753-1837), SEMLH [de la Charente], Bulletin de liaison, 2012, no 7
- « La Comtesse Greffulhe et Gabriel Hanotaux : témoignages d'une amitié », Cahiers de l'AFPAP, III, 2012
- « Enarrant animam poetae scripta », Hommage à l'Abbé Bégarie, Académie de Béarn, 2012
- (Avec Viveka Adelswärd), « Jacques d'Adelswärd-Fersen, l'insoumis de Capri », Séguier, 2018, (ISBN 978-2-84049-705-9).
- "Un officier confolentais sous le Premier Empire: Jean-Joseph Pougeard du Limbert, les guerres et les siens", La Charente sous le Premier Empire, Colloque du 22 septembre 2018 au château de Verteuil, Editions Douin, 2018,  (ISBN 9782354981976)

### Ouvrages et articles d'histoire de l'art
- « Sources de l'histoire de l'Académie de France aux archives du Ministère des Affaires étrangères » et « Liste des représentants de la France auprès du Saint-Siège (1801-1871) et auprès du royaume d'Italie (1871-1914) » Correspondance des directeurs de l'Académie de France à Rome, Nouvelle série, Vol. 1, Rome, 1979.
- « Le déjeuner de Sèvres de l'apothéose d'Henri IV », Bulletin de la société des Amis du château de Pau, no 82, 1er trimestre, 1981.
- « Antonio Canova et les diplomates français à Rome. François Cacault et Alexis-François Artaud de Montor », Bulletin de la société de l'Histoire de l'Art français, année 1980, Paris, 1982.
- « La ratification de l’abjuration d’Henri IV par Jacopo da Empoli », Bulletin de la société des Amis du château de Pau, no 91, 1983.
- Musée national du château de Pau, Petit guide des grands musées, no 96. Paris, RMN, 1984.
- « Iconographie d'un futur roi de France : Henri de Navarre (1553-1584) » Henri de Navarre et le royaume de France 1572-1589 » Revue de Pau et du Béarn, 1984, no 12.
- « Un manuscrit du livre de la Chasse de Gaston Febus (Gaston III de Foix-Béarn) au château de Pau : premières observations », Revue de Pau et du Béarn, no 14, 1987.
- « L'iconographie d'Henri de Navarre à l'époque de la bataille de Coutras et au début de son règne en France : le rôle de François Bunel ». Quatrième centenaire de la bataille de Coutras, Actes du colloque de Coutras. Pau, Henri IV 1989, 1988.
- « La destinée du meuble de Pau sous Henri IV : Les pièces envoyées à Fontainebleau en 1602 », Actes du colloque de Bayonne, Henri IV 1989. (avec Jacques de Laprade)
- « Un artiste lorrain à la cour de Selim III : Antoine-Ignace Melling (1763-1831) », Bulletin de la société de l’Histoire de l'art français, année 1987 (1989).
- Antoine-Ignace Melling (1763-1851) reizend kunstenaar, ouvrage publié à l’occasion de l’exposition présentée au Rijksmuseum d’Amsterdam et au musée Carnavalet, Abcoude, 1991 (avec Cornelis Boschma)
- Antoine-Ignace Melling, artiste voyageur, ouvrage publié à l’occasion de l'exposition présentée au Rijksmuseum d'Amsterdam et au musée Carnavalet, Paris-musées, 1992, (avec Cornelis Boschma)
- « Un projet de galerie didactique en expansion, selon Hauterive (1811) », Les collections, fables et programmes, sous la direction de Jacques Guillerme, Amphion 4, Champ Vallon, 1993
- Antoine-Ignace Melling et Hatice Sultan, Istanbul, Tarik Vakfi Yurt Yay, 1999 (en collaboration avec Frédéric Hitzel)
- Hatice Sultan ile Melling Kalfa, Mektupla, Istanbul, 2001.(en collaboration avec Frédéric Hitzel et Robert Anhegger)
- Préface à Roux-Dessarps, Annie, Œuvres décoratives de René-Marie Castaing, Premier Grand Prix de Rome, 1924, pérégrinations d'un peintre du Sud-Ouest, Cairn, 2006
- Henri IV, Portraits d'un règne, Michel de Maule, 2010 (avec Nicole Garnier-Pelle)
- Préface à Christian Schmitt, Les vitraux de Jean Cocteau, église Saint-Maximin de Metz, "Je décalque l'invisible", Éditions des Paraiges, 2012

### Catalogues d’expositions
N.B. À l’exception des expositions montées hors de France les expositions suivantes ont été presque toutes organisées sous la direction de Jacques Perot
- Georges Clemenceau 1841-1929, Catalogue de l'exposition du cinquantenaire, Paris, Petit Palais, 1979 (commissariat général).
- Clemenceau, du portrait à la caricature, Mouilleron-en-Pareds, musée national des deux victoires, RMN, Petit Journal des grandes expositions, no 96, juillet 1980 (commissariat général).
- Henri de Navarre 1553-1584, catalogue d'exposition, Bulletin de la société des Amis du château de Pau, no 94-96, 1984 (commissariat général).
- Quinze années d'acquisitions (1970-1984), château de Pau, RMN, 1985 (commissariat général).
- « Henri III de Navarre », catalogue de l'exposition Henri IV : la reconstruction du royaume, château de Pau-Archives nationales, RMN, 1989.
- « La manufacture d'armes de Versailles ou la gloire de Nicolas Boutet », La Manufacture d’armes de Versailles et Nicolas-Noël Boutet, musée Lambinet, Versailles, 1993.
- Ensemble, ils ont libéré la France, Paris, musée de l’armée - Hachette, 1994.(commissariat général et préface)
- Crimée 1854-1856 - Premiers reportages de guerre, Paris, musée de l’armée, 1994 et Maison de la photographie, Moscou, 1995. (direction et préface)
- Une visite au camp de Châlons sous le Second Empire, Paris, musée de l’armée, 1996.(direction et préface)
- Les spahis, cavaliers de l'armée d’Afrique, Paris, musée de l’armée, 1997 (direction et avant-propos)
- La campagne d'Égypte, mythes et réalité, Paris, musée de l’armée, 1998 (direction et préface)
- Augustus Saint-Gaudens, (1848-1907) un maître de la sculpture américaine'', musée des Augustins, Toulouse et musée national de la coopération franco-américaine, Blérancourt, Somogy, 1999 (préface).
- Don Quichotte, correspondances, Charles Antoine Coypel, Charles-Joseph Natoire, Gérard Garouste, château de Compiègne, 2000 (direction et préface)
- Le comte de Nieuwerkerke, art et pouvoir sous Napoléon III, château de Compiègne, RMN, 2000 (direction et préface)
- Un tsar à Compiègne, Nicolas II de Russie, 1901, Château de Compiègne, 2001 (Préface et « Les chemins de l’alliance franco russe »)
- Le Château de Compiègne dans la tourmente de la Grande Guerre, château de Compiègne-RMN, 2002 (préface)
- La Pourpre et l'exil, l'Aiglon (Napoléon II) et le Prince impérial (Napoléon IV), RMN, 2004 (direction, introduction et conclusion)
- « Persistantes souvenances du Bosphore : Melling, Le Corbusier, Ara Güler », Istanbul, traversée, Lille 3000, Palais des Beaux-Arts, mars 2009, « Persistent memories of the Bosphorus : Melling, Le Corbusier, Ara Güler », Istanbul, traversée, Lille 3000, Palais des Beaux-Arts, mars 2009.
- « Clemenceau, chasseur insolite », Cinq siècles de chasse en Vendée, Silvana Editoriale, 2009.

### Muséologie, archivistique etmiscellanea
- « De Versailles à Pau, cinq châteaux-musées nationaux », Musées et collections publiques de France, no 168.
- « Discours de réception de M. Jacques Perot à l’Académie de Béarn et réponse de M. d'Andurain de Maÿtie, Parlement de Navarre, 6 novembre 1982 », Académie de Béarn, 1983.
- « Hommage à Jacques de Laprade (1903-1984) », Bulletin de la société des Amis du château de Pau, no 102-103, 1986.
- ICOM, Exportation des biens culturels après 1992. Colloque, Bordeaux, 3 mars 1989 .Avant-propos et présidence de Jacques Perot, président du Comité français de l’ICOM
- Quadricentenaire de l’avènement d’Henri IV au trône de France. Cérémonies du 3 août 1989. Billère, Lescar, Pau, Henri IV 1989- Éditions de l’œuvre d’art, 1990 (anonyme)
- « Le musée de l’armée et le devoir de Mémoire », Les cahiers de Mars, no 197, 1995.
- « Allocution de Monsieur Jacques Perot, directeur du Musée de l’armée », Présence de De Gaulle, musée de l’Armée, 22 novembre 1995… 1996
- « The Musée de l’Armée in Paris », Journal of the Ordnance Society, volume 8, 1996.
- « Le conservateur et le chercheur », Quelles perspectives pour les musées d'histoire en Europe ? Actes du colloque des 4-6 mai 1994. Paris, Association internationale des musées d'histoire, 1997.
- « Château de Compiègne, problématique de restitution », Historic house museums speak to the public, spectacular exhibits versus a philological interpretation of History, Rosanna Pavoni ed., Gênes, DEMHIST, 1-4 novembre 2000
- « Discours d’ouverture » et « Musées et mondialisation, défi du XXIe siècle », Musées et société, conférence de Krasnoïarsk, Sibérie, 10-13 septembre 2002, ministère de la Culture de la fédération de Russie (en russe et en français), 2003
- « Museus, societat i globalitzacio », Informatiu Museus, Nùm. 57 Hivern 2002-2003 (Generalitat de Catalunya, Departament de Cultura).
- « Entre conservation patrimoniale et muséographie : une vision convergente », Lettre de l’Académie des Beaux-Arts, no 34, automne 2003
- « Urban History museums in the XXIst century, challenges » Seoul, City Museum, 2003
- "Grussadresse, [Laudatio] Allocution prononcée par Monsieur Jacques Perot, président du Conseil international des musées (ICOM) à l'occasion de la célébration du centenaire de la Österreichische Galerie Belvedere, le jeudi 16 octobre 2003", Das Museum, Spiegel und Motor kulturpolitischer Visionen.
- « Allocution de Monsieur Jacques Perot, directeur du Musée national des deux victoires », Hommage à Madame la Maréchale de Lattre de Tassigny, 7 novembre 1906-3 juin 2003, [2004].
- « Le château de Compiègne depuis la chute du Second Empire : du dépècement à la restitution des états historiques anciens », Objets d'art, Mélanges en l'honneur de Daniel Alcouffe, ouvrage publié sous la direction du département des Objets d'art du musée du Louvre, Faton, 2004.
- « Musées, patrimoine et mondialisation », communication présentée au Zappeïon, Athènes, le 17 mars 2003, au séminaire Mise en valeur et promotion du patrimoine culturel de signification européenne, organisé à Athènes et à Delphes, dans le cadre de la présidence grecque de l’Union européenne, Athènes, 2008 en français et en grec)
- « Les archives privées en France : le rôle d’une association indépendante », Jornada de Estude e debate, Salvaguarda e valorizaçao dos arquivos de familia. Aspectos legais, economicos e organizativos, Universidade Nova de Lisboa, 27 février 2010
- « Les enjeux actuels de la protection des archives privées », Cahiers de l'AFPAP, II, 2010
- « Les ostensions septennales limousines : un patrimoine culturel immatériel original », Droit et patrimoine culturel immatériel, L'Harmattan, 2013,  (ISBN 978-2-343-00762-5)